# Samugheo
Samugheo (sardisk: Samughèo) er en by og en kommune (comune) i provinsen Oristano i regionen Sardinien i Italien. Byen ligger i 370 meters højde og har 3.030 indbyggere (2016). Kommunen har et areal på 81,28 km² og grænser til kommunerne Allai, Asuni, Atzara, Busachi, Laconi, Meana Sardo, Ortueri, Ruinas og Sorgono.